# Panissières
Panissières település Franciaországban, Loire megyében. Lakosainak száma 2882 fő (2022. január 1.). Panissières Violay, Villechenève, Cottance, Essertines-en-Donzy, Jas, Montchal, Chambost-Longessaigne és Salvizinet községekkel határos.

## Népesség
A település népességének változása:
| Lakosok száma | 3276 | 2903 | 2867 | 2797 | 2947 | 2943 | 2929 | 2892 | 2883 | 2882 |
|               | 1968 | 1982 | 1990 | 2006 | 2013 | 2015 | 2017 | 2019 | 2020 | 2022 |